# Gail Kubik
Gail Thompson Kubik (South Coffeyville, 5 september 1914 – Covina, 20 juli 1984) was een Amerikaanse componist, muziekpedagoog, dirigent en violist. Zijn vader Henry Kubik sr. was van Boheemse afkomst en zijn moeder Evalyn Thompson was een door Ernestine Schumann-Heink opgeleide zangeres.

## Levensloop

### Jeugd en opleiding
Kubik kreeg als kind viool- en pianoles bij Alexander Baird in Independence en studeerde vanaf zijn 14e levensjaar aan de Eastman School of Music in Rochester bij Samuel Belov en Scott Willits (viool), Irving McHose (muziektheorie), Edward Royce en Bernard Rogers (compositie) en behaalde zijn Bachelor of Music met "cum laude" in 1934 als uitvoerend violist en in compositie. Tegelijkertijd studeerde hij ook aan de East Evening High School en aan de Hochstein School of Music, nu: Hochstein School of Music and Dance in Rochester. Verder studeerde hij in 1934 aan het American Conservatory of Music in Chicago bij Leo Sowerby en behaalde aldaar zijn Master of Music eveneens met "cum laude". Zijn studies voltooide hij vanaf 1937 bij Walter Piston en Nadia Boulanger aan de Harvard-universiteit in Cambridge en promoveerde tot Ph.D. (Philosophiæ Doctor).

### Violist
Samen met zijn broers Howard (piano), Henry jr. (cello) en zijn moeder Evalyn (sopraan) vormde hij het Kubik Ensemble en verzorgde ermee van 1930 tot 1937 optredens in New York en het Middenwesten van de Verenigde Staten. Ook later verzorgde hij als solist op de viool concerten en presenteerde vooral zijn eigen werken. 

### Muziekpedagoog

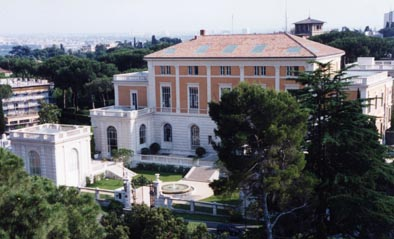
Villa Aurelia in Rome
hoofdgebouw van de Amerikaanse Academie in Rome

In 1934 werd hij docent viool, orkestdirectie en orkestratie aan het Monmouth College in Monmouth. Vanaf 1936 werkte hij als docent aan de Dakota Wesleyan Universiteit (DWU) in Mitchell. Van 1938 tot 1940 was hij docent voor compositie, orkestratie en muziekgeschiedenis aan het "Teachers College" van de Columbia-universiteit in New York. Na de Tweede Wereldoorlog werd hij in 1946 hoogleraar in muziek aan de University of Southern California in Los Angeles. In 1950 werd hij in Rome docent aan de American Academy in Rome in de Villa Aurelia; vanaf 1952 was hij eveneens gastdocent aan de Accademia Nazionale di Santa Cecilia in Rome. Hij was gastdocent aan de Kansas State University in Manhattan, aan het Gettysburg College, aan de California State University en aan het Mount San Antonio Junior College.

### Dirigent
Als dirigent werkte hij met het Orchestra Sinfonica Nazionale della R.A.I., het London Philharmonic Orchestra, het BBC Philharmonic en het Orchestre Symphonique de Paris. 

### Componist
Al vroeg begon hij met het componeren en won in 1931 met zijn The Night Has a Thousand Eyes de jaarlijkse compositiewedstrijd georganiseerd door de Kansas Federation of Music Clubs. In 1936 werden verschillende kamermuziekwerken van Kubik in de programmaserie "Music Guild" door de National Broadcasting Company (MBC) gepresenteerd. In 1938 ging zijn Concert nr. 1 voor viool en orkest in première en samen met het Chicago Civic Orchestra en het Rochester Civic Orchestra voerde hij het zelf meerdere malen uit. Vanaf 1941 werkte hij als freelance componist. Voor zijn Concert nr. 2 voor viool en orkest ontving hij in 1941 de Jascha Heifetz-Carl-Fischer-prijs. Vanaf 1942 was hij adviseur van het filmbureau van het Office of War Information en in het volgende jaar werd hij lid van Amerikaanse leger als componist van het U.S. Army Air Corp's First Motion Picture Unit in Culver City. Zijn filmmuziek voor de documentatie The World at War won de NAACC award van het jaar voor de beste documentatiefilmmuziek. In 1950 won hij de Prix de Rome. In 1952 werd hij voor zijn Symphony Concertante bekroond met de Pulitzerprijs voor muziek. Een jaar later won hij een prijs tijdens het Edinburgh Film Festival voor de muziek van de film Transatlantic: A Short Cut Through History. 
Na zijn pensionering in 1980 leefde hij vooral in Frankrijk. 

### Huwelijken
In 1939 huwde hij met Jessie Maver Dunn. Dit huwelijk werd na de oorlog in 1946 gescheiden. In 1952 huwde hij Mary Tyler. Dit huwelijk werd in 1970 gescheiden. In hetzelfde jaar huwde hij met Joan Sanders. Ook dit huwelijk werd gescheiden in 1972. 

## Composities

### Werken voor orkest

#### Symfonieën
- 1946-1947 Symfonie nr. 1 in Es majeur - Divitiae Virum Faciunt
- 1954-1956 Symfonie nr. 2 in F majeur - première door het Louisville orchestra
- 1956-1957 Symfonie nr. 3 - première door het New York Philharmonic

#### Concerten voor instrumenten en orkest
- 1932-1936 American Caprice, voor piano en kamerorkest, op. 3
- 1934-1936 Concert nr. 1, voor viool en orkest, op. 4
- 1940-1941 Concert nr. 2 (Concerto in D), voor viool en orkest

#### Andere werken voor orkest
- 1933 American Caprice, voor piano en orkest
- 1934 Suite, voor orkest
- 1940 Scherzo, voor groot orkest
- 1942 Suite uit de filmmuziek van "Paratroops"
- 1943 Gavotte, voor strijkorkest
- 1944 Erie Canal, voor orkest
- 1944 Folk Song Suite: Camptown Races, voor kamerorkest
- 1944 The Memphis Belle: A War Time Episode, voor spreker en orkest
- 1946 Toccata, voor orgel en strijkorkest
- 1947 Bachata: Cuban Dance Piece, voor groot orkest
- 1951 Symphony Concertante, voor trompet, altviool, piano en orkest
- 1952 Folk Song Suite, voor kamerorkest 
  1. Whoopee-ti-yi-yo
  2. Two hymn tunes (William Billings)
  3. Camptown races (Stephen Foster)
- 1952 Gerald McBoing Boing: A Childrens Tale, voor spreker en kamerorkest - tekst: Dr. Seuss en de componist
- 1952 Music for Dancing
- 1952 Thunderbolt Overture (in form of a toccata)
- 1943-1954 Divertimento I, voor dwarsfluit (ook: piccolo), hobo (ook: althobo), klarinet (ook: basklarinet), fagot, hoorn, trompet, trombone, slagwerk, piano (ook: klavecimbel), viool, altviool, cello en contrabas
  1. Overture
  2. Humoresque
  3. Scene change
  4. Seascape
  5. Burlesque
- 1957 Scenario for Orchestra
- 1957 A Festival Opening, voor orkest
- 1962 Scenes for Orchestra
- 1968-1979 Prayer and Toccata, voor orgel en klein- of kamerorkest
- 1969-1972 rev.1973 Pastorale and Spring Valley Overture, voor orkest
- 1974-1975 Four Nocturnes, voor piano en orkest

### Werken voor harmonieorkest
- 1942 Stewball Variations
- 1946 Fanfare and March
- 1946 Overture
- 1970 Fanfare for One World, voor harmonieorkest

### Muziektheater

#### Opera's
| Voltooid in | titel                                                        | aktes                  | première                                  | libretto                                |
| ----------- | ------------------------------------------------------------ | ---------------------- | ----------------------------------------- | --------------------------------------- |
| 1939        | A Mirror for the Sky                                         | 2 bedrijven, 15 scenes | 23 mei 1939, Eugene, University of Oregon | Jessamyn West, naar Raoul Pène Du Bois  |
| 1950-1952   | Boston Baked Beans. Fagioli col baccalà! A New England fable |                        | 9 maart 1952, New York                    | van de componist, naar Giordano Falzoni |
| 1960-1961   | Ondine                                                       | 2 bedrijven            |                                           | René de Obaldia                         |

### Vocale muziek

#### Cantates
- 1936-1961 In Praise of Johnny Appleseed, cantate voor bas, gemengd koor en orkest - tekst: Vachel Lindsay
- 1973 Houshold magic or, The new Texas grimorium, cantate voor solisten, gemengd koor en slagwerk
- 1975 A record of our time, voor spreker, sopraan, alt, tenor, gemengd koor en orkest - tekst: Harvey Swados

#### Werken voor koor
- 1938 Be Mine to Serve, voor vrouwenkoor en piano
- 1938 Daniel Drew, voor gemengd koor, cello en contrabas, op. 10, nr. 1 - tekst: Stephen Vincent Benét, Rosemary Carr Benét
- 1944 How lovely thy place, anthem voor Pasen voor gemengd koor - tekst: Psalm 84
- 1948 Black Jack Davy - American folk song sketch, voor 2 sopranen, alt, tenor, bariton, bas, zevenstemmig gemengd koor (SAATTBarB) en piano
- 1948 Peregrine White and Virginia Dare, voor vrouwenkoor (SSA) - tekst: Stephen Vincent Benét
- 1948 Polly-wolly-doodle, koraalscherzo over een bekende melodie voor gemengd koor
- 1948 Miles Standish, voor 2 sopranen, alt, tenor, bas, gemengd koor (SSAATTBB) en piano - tekst: Stephen Vincent Benét
- 1949 Abigail Adams (1744-1818), voor gemengd koor en piano - tekst: Rosemary Carr Benét
- 1949 Choral scherzo on well-known tune (Listen to the mocking bird), voor zevenstemmig gemengd koor (SSATTBB) a capella
- 1949 Creep along Moses - American folk song sketch, voor zevenstemmig gemengd koor (SSATTBB) a capella
- 1949 Loch Lomond, voor gemengd koor a capella
- 1949 Nancy Hanks, voor alt, bariton, gemengd koor en piano - tekst: Rosemary Carr Benét
- 1949 Oh, dear! What can the matter be?, koraalscherzo over een bekende melodie voor gemengd koor
- 1949 Oliver De Lancey, voor mannenkoor en piano - tekst: Stephen Vincent Benét
- 1950 Hop up, my ladies - American folk song sketch, voor mannenkoor en viool
- 1950 Johnny Stiles - American folk song sketch, voor vierstemmig mannenkoor en piano
- 1952 Monotony song, voor mannenkoor en piano - tekst: Theodore Roethke
- 1956 Litany and prayer, voor mannenkoor, koperblazers en slagwerk - tekst: Book of Common Prayer, Franklin D. Roosevelt
- 1960 Christopher Columbus, voor gemengd koor en piano
- 1960 George Washington, voor gemengd koor en piano
- 1960 Lolly too-dum - American folk song sketch, voor gemengd koor en piano
- 1968 A Christmas offering, voor sopraan, alt, tenor, bas, gemengd koor - tekst: Sidney Godolphin en een anonieme auteur vanuit de 15e eeuw
- 1972 Scholastica - a medieval set, voor tenor, bariton en gemengd koor a capella
  1. Semester's end (Carmina Burana) - vertaald door Quincy Howe
  2. Alas, this world (Carmina Burana) - vertaald door Quincy Howe
  3. Questions trinitarian (geadapteerd van Johannes Duns Scotus) - vertaald door Quincy Howe
  4. A nun at springtime (Frans, vanuit de 10e eeuw)
  5. Gaudeamus igitur (Duits studentenlied vanuit de 13e eeuw)
- 1977 Magic, magic, magic! - three incantations, voor spreker, solisten, kamerkoor en piano (of orkest) 
  1. Invocation, voor spreker, tenor en gemengd koor
  2. Spell to bring the longed-for letter, voor alt en gemengd koor
  3. E-xu-zi-nho, voor tenor en gemengd koor
- First choral suite from "A Mirror for the Sky", voor spreker, solisten, gemengd koor en orkest (of piano) - tekst: Jessamyn West
- Second choral suite from "A Mirror for the Sky", voor spreker, solisten, gemengd koor en orkest (of piano) - tekst: Jessamyn West

#### Liederen
- 1931 Fortune, voor zangstem en piano, op. 1, nr. 7 - tekst: Alfred Tennyson
- 1935 Solace, voor zangstem en piano, op. 8, nr.1 - tekst: Josephine Hancock Logan
- 1937 Evening Song, voor zangstem en piano, op. 8, nr. 4 - tekst: Sidney Lanier
- 1938 Songs about women, cyclus voor zangstem en piano 
  1. Like a clear, deep pool - tekst: W. Somerset Maugham
  2. She who was all piety - tekst: Audrey Wurdemann
  3. A woman's armor - tekst: Mary Bickel
- 1948-1949 Songs for Karen, voor zangstem en piano - tekst: Arthur Kramer, Gertrude Norman
  1. I Don't Like Dragons (If I Had a Penny)
  2. Lullaby for a Teddy Bear (Bedtime Song)
- 1975 Fables in Song, voor middenstem en piano - tekst: Theodore Roethke, vanuit de collectie "I am! says the lamb"
  1. The kitty-cat bird
  2. The sloth
  3. The lamb
  4. The serpent

### Kamermuziek
- 1931-1936 Two Sketches, voor strijkkwartet, op. 2
- 1933-1934 Fugue in bes mineur, voor strijkkwartet
- 1934-1936 Trivialities, voor dwarsfluit, hoorn en strijkkwartet, op. 5
- 1934 Trio, voor viool, cello en piano, op. 6
- 1937 Serenade, voor cello en piano
- 1941 Poem, voor viool en piano
- 1941 Suite, voor drie blokfluiten
- 1941 Sonatina, voor viool en piano
- 1943-1959 Sonatina, voor klarinet en piano
- 1948 Little suite, voor dwarsfluit en 2 klarinetten
- 1950 Soliloquy and dance, voor viool en piano
- 1951 Two Gals and a Guy, voor dwarsfluit, hobo, klarinet, fagot, trompet, trombone, altviool en piano
- 1952 Bennie the Beaver, voor spreker, dwarsfluit, hobo, klarinet, fagot, hoorn, trompet, altviool, cello, piano en slagwerk
- 1959 Divertimento II, voor dwarsfluit, hobo, klarinet, fagot, trompet, trombone, altviool en piano
- 1959 Down to Earth, voor dwarsfluit, 2 klarinetten, hoorn, trompet, altviool, 2 slagwerkers en 2 piano's
- 1960 Strijkkwartet
- 1969-1979  Prayer and toccata, voor orgel en 2 piano's
- 1971 Five Theatrical Sketches (Divertimento III), voor viool, cello en piano
- 1974 Fanfare for the century, voor 3 trompetten en 3 trombones

### Werken voor orgel
- 1948 Quiet piece

### Werken voor piano
- 1933 Two Fugues
- 1933 Two Inventions
- 1936 Danse, op. 8, nr. 3
- 1938-1950 Celebrations and epilogue
- 1939-1961 Song and Scherzo, voor 2 piano's
- 1941 Saraband
- 1941 Sonatina
- 1942 Dance soliloquy
- 1947 Rhumba
- 1947 Sonate
- 1957 Elegy
- 1960 Scherzo for Monique

### Werken voor beiaard
- 1964-1965 Musique pour Venasque (Homages à Venasque - Trois petits morceaux)

### Filmmuziek
- 1940-1941 Men and Ships
- 1942 The World at War
- 1942 Manpower
- 1942 Colleges at War
- 1942 Dover - ook bekend als: Dover Front Line
- 1942-1943 Paratroops
- 1943 Earthquakers
- 1944 The Memphis Belle: A Story of a Flying Fortress
- 1944 Air Pattern - Pacific
- 1947 Thunderbolt
- 1949 C-Man
- 1950 Gerald McBoing-Boing
- 1950 The Miner's Daughter
- 1951 Two Gals and a Guy - ook bekend als: Baby and Me
- 1953 Transatlantic: A Short Cut Through History
- 1955 The Desperate Hours
- 1962 I Thank a Fool